# Louis de Cassaignoles
Louis de Cassaignoles (Vic en Fesensac (Gers), 6 de setembre del 1753 - Vic en Fesensac, 25 d'agost del 1838) va ser un polític francès.

## Biografia
Jean Marie Louis de Cassaignoles, per bé que partidari de la revolució francesa, fou detingut durant el Terror i no fou fins a la caiguda de Robespierre, el juliol del 1794, que recuperà la llibertat. Va ser membre del directori departamental del Gers, jutge del tribunal d'Auch i, durant el Primer Imperi, del d'Agen. També fou primer president del Tribunal d'Apel·lació de Nimes, i posteriorment seria primer president honorari del Tribunal Reial de Nimes. Quan presidia el tribunal de Nimes va ser elegit diputat, el 4 d'abril del 1816, en representació del departament del Gers. Va ser reelegit el 20 de setembre del 1817 i, novament, el 9 de maig del 1822. En el seu pas per la Cambra, demanà l'anul·lació de l'article 11 de la llei de 9 de novembre del 1815 sobre els crits sediciosos, en el sentit que la norma els donava un caràcter i unes sancions desproporcionades (1818); treballà en la llei de delictes de premsa (1819); i proposà canvis en la normativa dels jurats penals.
En les eleccions del 1824 no entrà a l'Assemblea, cosa que si feu el 22 de desembre del 1828 en una elecció parcial al departament de l'Ardecha per cobrir una baixa per defunció. Es representà el 28 d'octubre del 1830, amb èxit, i romangué a l'Assemblea fins a la fi de la legislatura, el 31 de maig de l'any següent. En aquesta segona etapa a l'escó, Cassaignoles fou un dels signataris del manifest dels 221 diputats en contra de Jules de Polignac: la reprovació del ministre, un ultrareialista de la plena confiança del rei Carles X, era una defensa del parlamentarisme respecte a una visió restrictiva del monarquisme constitucional.
El 27 de juny del 1833 va ser nomenat membre de la Cambra dels Pars, i romangué a la Cambra Alta fins al 1838. Havia sigut distingit amb el grau de cavaller de la Legió d'Honor francesa el 29 d'octubre del 1826, i ascendit a oficial de la mateixa orde el 9 d'agost del 1832.
Un net seu, Félix Henri de Lacaze-Duthiers (Montpesat (Òlt i Garona), 1821-Las Fons (Dordonya), 1901) va ser un científic francès, fundador dels laboratoris de biologia marina de Roscoff (Bretanya) i de Banyuls de la Marenda (Rosselló).
Cosí seu per part paterna, el general Joseph Anthelme Cassaignolles  fou un militar distingit.